# Zwartgestreepte muisspecht
De zwartgestreepte muisspecht (Xiphorhynchus lachrymosus) is een zangvogel uit de familie Furnariidae (ovenvogels).

## Verspreiding en leefgebied
Deze soort komt voor van Nicaragua tot Ecuador en telt drie ondersoorten:
- X. l. lachrymosus: van oostelijk Nicaragua tot westelijk Ecuador.
- X. l. eximius: van zuidwestelijk Costa Rica tot westelijk Panama.
- X. l. alarum: noordelijk Colombia.

## Status
De grootte van de populatie is in 2019 geschat op 50.000-500.000 volwassen vogels. Op de Rode lijst van de IUCN heeft deze soort de status niet bedreigd.